# П. Тиман и Ф. Рейнгардт
П. Тиман и Ф. Рейнгардт — российская компания, занимавшаяся производством и распространением кинофильмов начиная с 1909 года.

## История
Компания была образована в марте 1909 года по инициативе П. Тимана при участии табачного фабриканта Ф. Рейнгардта.
Компания выкупила кинофабрику «Глория» Якова Зоммерфельда и быстро стала одним из лидеров российского кинопредпринимательства благодаря продуманной политике создания и выпуска в прокат фильмов знаменитой «Русской золотой серии», представлявших собой экранизации классических литературных произведений.
В 1915 году компания пострадала в ходе антинемецких погромов. В 1915 году Пауль Тиман был как этнический немец сослан в Уфу, оставив руководство компанией своей жене. Из-за ухода ведущих постановщиков компания вскоре пришла в упадок и впоследствии была закрыта.

## Список фильмов
- 1909 — «Смерть Иоанна Грозного»
- 1910 — «Бахчисарайский фонтан», «Москва» (первый фильм «Русской золотой серии»)
- 1911 — «Демон», «Песня каторжанина», «Рогнеда», «Кавказский пленник» (режиссёр Джованни Витротти), «Каширская старина»
- 1912 — «Уход великого старца», «Лишённый солнца», «Труп № 1346» (первый художественный фильм «Русской золотой серии»)
- 1913 — «Ключи счастья», «Один насладился, другой расплатился»
- 1914 — «Анна Каренина»
- 1915 — «Дворянское гнездо», «Война и мир»